# Großsteingrab Gandløse Bys Jorder 2
Das Großsteingrab Gandløse Bys Jorder 2 war eine megalithische Grabanlage der jungsteinzeitlichen Nordgruppe der Trichterbecherkultur im Kirchspiel Ganløse in der dänischen Kommune Egedal. Es wurde im 19. oder frühen 20. Jahrhundert zerstört.

## Lage
Das Grab lag nordnordöstlich von Ganløse auf einem Feld östlich des Nældesødalvej. Der Standort befindet sich am Fuß eines Hügels in der Nähe eines Moorlochs. In der näheren Umgebung gibt bzw. gab es zahlreiche weitere megalithische Grabanlagen.

## Forschungsgeschichte
Im Jahr 1875 führten Mitarbeiter des Dänischen Nationalmuseums eine Dokumentation der Fundstelle durch. Bei einer weiteren Dokumentation im Jahr 1942 waren keine baulichen Überreste mehr auszumachen. 

## Beschreibung
Die Anlage besaß eine runde Hügelschüttung mit einem Durchmesser von 8 m. Der Hügel besaß eine steinerne Umfassung. Die Steine waren zwischen 0,9 m und 1,3 m hoch. Der Hügel enthielt eine Grabkammer, die wohl als Urdolmen anzusprechen ist. Zur Orientierung und den Maßen der Kammer liegen keine Angaben vor. Sie bestand aus vier Wandsteinen und einem Deckstein. Der Deckstein hatte eine Länge zwischen 1,6 m und 1,9 m sowie eine Dicke von 1,3 m. Neben der Kammer wurde eine Ansammlung von Feuerstein-Grus festgestellt.